# Tárnokréti
Tárnokréti é um município da Hungria, situado no condado de Győr-Moson-Sopron. Tem 9,54 km² de área e sua população em 2015 foi estimada em 175 habitantes.